# Aghasi Janchian
Aghasi Janchian (en ruso, Агаси Гевондович Ханджян, en armenio, Աղասի Ղևոնդի Խանջյան, 1901-1936) fue un político soviético, primer secretario del Partido Comunista de la RSS de Armenia desde el 7 de mayo de 1930 hasta el 9 de julio de 1936, dentro de la República Socialista Federativa Soviética de Transcaucasia.

## Biografía
Janchian nació en la ciudad de Van, en el Imperio otomano (actual Turquía). A causa de la barbarie del Genocidio Armenio, su familia emigró desde la ciudad en 1915 y se estableció en la Armenia Rusa. En 1917-19, fue uno de los organizadores de Spartak, el sindicato de estudiantes marxistas de Armenia. Más tarde se desempeñó como secretario del comité clandestino bolchevique armenio.
En septiembre de 1919, Janchian fue elegido miembro del comité regional de Transcaucasia del Komsomol. Se matriculó en la Universidad de Sverdlov en 1921. Después de graduarse, trabajó como funcionario del partido en Leningrado, donde apoyó a José Stalin contra el jefe del partido de la ciudad, Grigori Zinóviev. Regresó a Armenia en abril de 1928 y se desempeñó como secretario del Partido Comunista de la RSS de Armenia en 1928-29, primer secretario del Comité de la Ciudad de Ereván del Partido Comunista de la RSS de Armenia (marzo de 1929-mayo de 1930); y en mayo de 1930, Primer Secretario del Partido Comunista de la República Socialista Soviética de Armenia.
Janchian asumió la dirección del partido armenio en un momento en que los campesinos se veían obligados a renunciar a sus tierras y eran trasladados a granjas colectivas, siguiendo instrucciones de Moscú. Esto provocó una resistencia generalizada. La prensa soviética reveló en ese momento que los comunistas perdieron el control de partes de Armenia, que estuvieron en manos rebeldes durante varias semanas en marzo y abril de 1920. Bajo Janchian, el proceso se completó sin ningún informe de enfrentamientos armados entre rebeldes y los servicios de seguridad. Demostró ser un político soviético carismático y muy popular entre la población armenia. Fue amigo y partidario de muchos intelectuales armenios, entre ellos Yeghishe Charents (que le dedicó un poema), Axel Bakunts, y Gurgen Mahari. Janchian también intentó sin éxito que Moscú anexara Nagorno-Karabaj a Armenia.

## Detención y muerte
Janjian fue arrestado en 1936 y murió mientras era interrogado. Ronald Grigor Suny describe las circunstancias de su muerte de la siguiente manera:

«Pero a mediados de la década de 1930, Janchian entró en conflicto con el líder del partido más poderoso de Transcaucasia, Lavrenti Beria, un georgiano cercano a Stalin».

A principios de julio de 1936, Janchian fue llamado a Tiflis. De repente e inesperadamente se anunció que el jefe del partido armenio se había suicidado. Aunque las circunstancias de su muerte son turbias, se cree que Beria había ordenado la muerte de Janchian para eliminar una amenaza a su propio monopolio de poder.
En diciembre de 1936, el político armenio más destacado de la URSS, Anastás Mikoyán, dijo al Comité Central que Janchian se había suicidado porque «no quería ser testigo de su propia vergüenza universal». Stalin lo respaldó, pero una «historia mucho más plausible», según el historiador ruso Roy Medvedev, es la que Alexander Shelepin, presidente de la KGB, contó en el 22º Congreso del Partido Comunista en 1961: que Beria mató a tiros a Janjian y se guardó en el bolsillo dos notas de suicidio falsificadas.
Junto con toda una generación de líderes intelectuales comunistas armenios (como Vagarshak Ter-Vaganyan), Janchian fue denunciado como enemigo del pueblo durante la Gran Purga.
Janchian fue rehabilitado oficialmente después de la muerte de Iósif Stalin, durante la desestalinización.